# Damon Santostefano
Damon Santostefano (ur. 15 sierpnia 1959) – amerykański reżyser, scenarzysta, producent oraz operator filmowy.
Przed komedią pomyłek Troje do tanga (1999), stworzył kilka niezależnych filmów, takich jak Bob and Sully (1995), Fright Night (1985) czy Ramię mordercy (1992). Był też twórcą kilku odcinków serialu Kochanie, zmniejszyłem dzieciaki (1997). W XXI wieku nagrał m.in. Dziewczyn z drużyny 2 (2004), Last Man Running (2003, do tego obrazu stworzył również zdjęcia), był też współtwórcą Koszmaru kolejnego lata, tj. trzeciej części popularnego horroru.